# Веселовский сельсовет (Новосибирская область)
Веселовский сельсовет — сельское поселение в Краснозёрском районе Новосибирской области Российской Федерации.
Административный центр — село Веселовское.

## История
Статус и границы сельского поселения установлены Законом Новосибирской области от 2 июня 2004 года № 200-ОЗ «О статусе и границах муниципальных образований Новосибирской области»

## Население
| 2002  | 2010  | 2012  | 2013  | 2014  | 2015  | 2016  |
| ----- | ----- | ----- | ----- | ----- | ----- | ----- |
| 2544  | ↘2048 | ↘1993 | ↘1965 | ↘1963 | ↘1924 | ↘1875 |
| 2017  | 2018  | 2019  | 2020  | 2021  |       |       |
| ↘1845 | ↘1814 | ↘1756 | ↘1728 | ↘1682 |       |       |

## Состав сельского поселения
| № | Населённый пункт | Тип населённого пункта       | Население |
| - | ---------------- | ---------------------------- | --------- |
| 1 | Веселовское      | село, административный центр | ↘1650     |
| 2 | Новый Баганёнок  | посёлок                      | ↘398      |